# Буди-Ставиські
Буди-Ставиські (пол. Budy Stawiskie) — село в Польщі, у гміні Стависьки Кольненського повіту Підляського воєводства.
Населення — 208 осіб (2011).
У 1975-1998 роках село належало до Ломжинського воєводства.

## Демографія
Демографічна структура станом на 31 березня 2011 року:
|          | Загалом | Допрацездатний вік | Працездатний вік | Постпрацездатний вік |
| -------- | ------- | ------------------ | ---------------- | -------------------- |
| Чоловіки | 100     | 20                 | 65               | 15                   |
| Жінки    | 108     | 26                 | 56               | 26                   |
| Разом    | 208     | 46                 | 121              | 41                   |